# Ipomoea orizabensis
Ipomoea orizabensis là một loài thực vật có hoa trong họ Bìm bìm. Loài này được (Pelletan) Ledeb. ex Steud. mô tả khoa học đầu tiên năm 1841.

## Hình ảnh

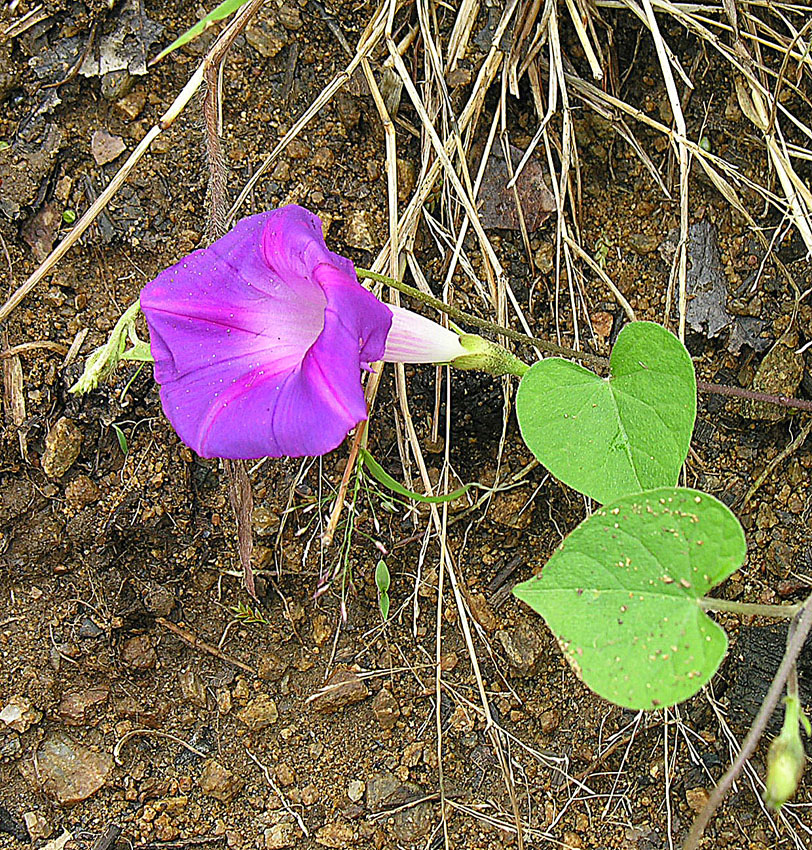
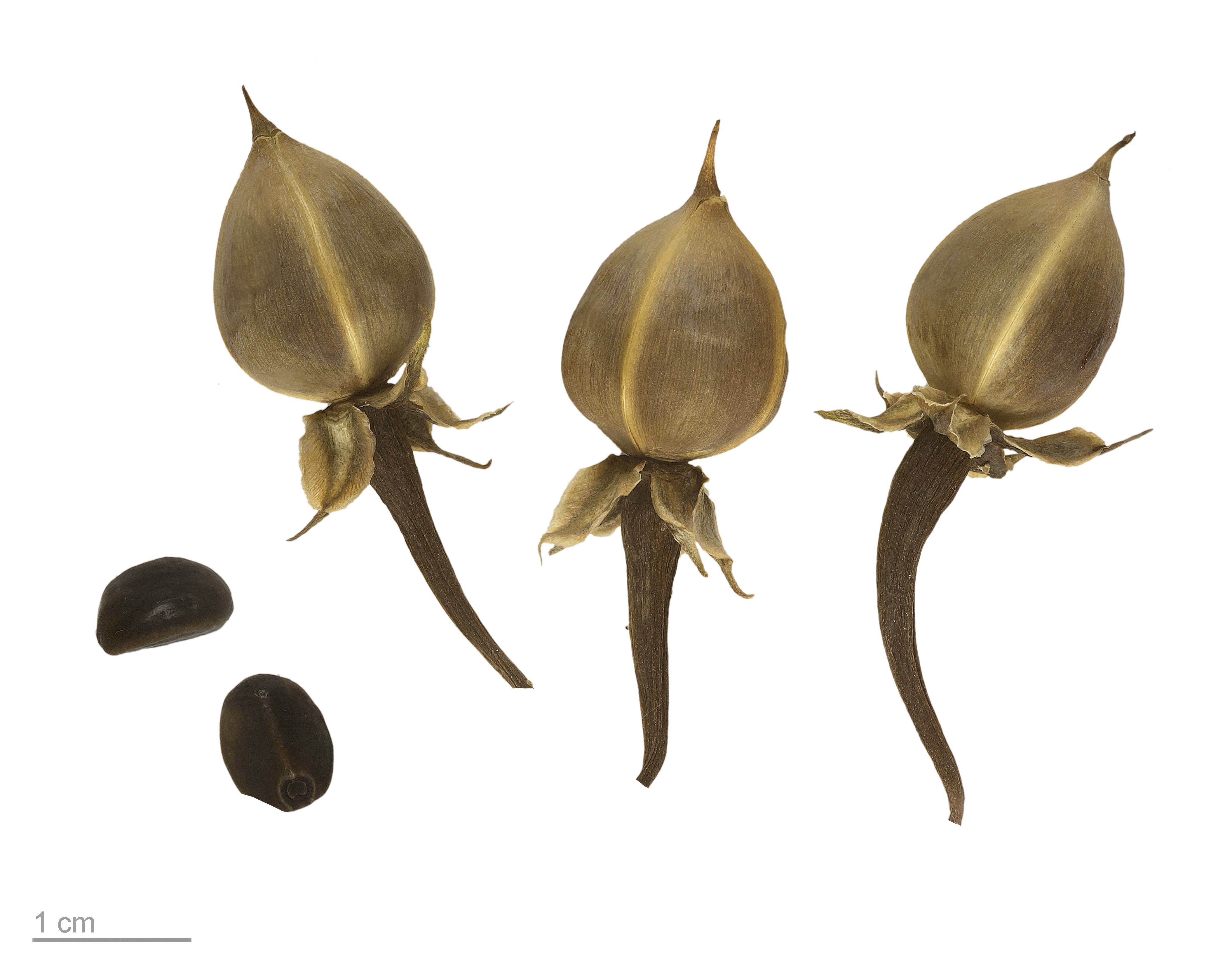
Ipomoea orizabensis